# Resultados do Carnaval de Bragança Paulista em 2007
Resultados do Carnaval de Bragança Paulista em 2007. A Dragão Imperial venceu o grupo especial com o enredo "Papel, a verdadeira página da vida, faz de sua epopéia uma tradição ligada ao progresso. Bragança-Jornal Diário, 80 anos contando a nossa história".

## Grupo Especial
| Colocação | Escola                       | Pontos | Nota      | Ref.  |
| --------- | ---------------------------- | ------ | --------- | ----- |
| 1º        | Dragão Imperial              | 295,5  |           | [ 1 ] |
| 2º        | Caprichosos Saada Abi Chedid | 289    |           | [ 1 ] |
| *         | Unidos de Águas Claras       | 265,5  | Rebaixada | [ 1 ] |
| *         | Unidos do Lavapés            | 256,5  | Rebaixada | [ 1 ] |

## Grupo de acesso
| Colocação | Escola                 | Pontos | Nota      | Ref.  |
| --------- | ---------------------- | ------ | --------- | ----- |
| 1º'       | Sociedade Fraternidade | 197    | Promovida | [ 1 ] |